# Bauartbezeichnungen der Schweizer Lokomotiven und Triebwagen
Das Eidgenössische Post- und Eisenbahndepartement schrieb bereits 1887 einheitliche Serienbezeichnungen für die Eisenbahnfahrzeuge vor. Bereits vorher wurden die Lokomotiven mit Klassen- oder Gattungsbezeichnungen belegt. Ab 1902 – dem Gründungsjahr Schweizerischen Bundesbahnen (SBB) – wurde ein überarbeitetes System angewendet. Dieses Bezeichnungssystem wurde im Laufe der Zeit neuen Bedürfnissen angepasst. Die letzte Modifikation erfolgte 1968 mit der (letztmaligen) Herausgabe des „Verzeichnis des Rollmaterials der Schweizerischen Privatbahnen“ durch das Eidgenössische Amt für Verkehr (heute: Bundesamt für Verkehr).
Für die Wagen wurde ab 1966 sukzessive das durch die UIC festgelegte Bezeichnungssystem übernommen. Die Triebfahrzeuge behielten vorerst ihre alten schweizerischen Typenbezeichnungen oder Serienbezeichnungen. 1989 führten die Schweizerischen Bundesbahnen ein neues Bezeichnungssystem ein, das alte Serienbezeichnung, Bauartnummer und  Fahrzeugnummer vereinigt, aber zunächst nur für neue Fahrzeuge verwendet wurde (als erste die SBB Re 450 000). Bald folgten die normalspurigen Privatbahnen  dem Beispiel der SBB, es wurde eine Aufteilung der Nummernbereiche vereinbart.
Die Schmalspurbahnen haben die alten Schweizer Serienbezeichnungen für Triebfahrzeuge und Reisezugwagen weitgehend beibehalten. Es erfolgten jedoch individuelle Ergänzungen des Systems.

## Bezeichnungssystem vor 1887
Die Vereinigten Schweizerbahnen (VSB) und die Westschweizerischen Bahnen verwendeten für die Klassen- oder Gattungsbezeichnungen die römischen Zahlen I bis V. Die übrigen Hauptbahnen benutzen in Anlehnung an die untenstehende Tabelle die Grossbuchstaben A bis F. Eine Unterscheidung von Maschinen mit und ohne Schlepptender oder von Lokomotiven mit verschiedener Anzahl Kuppelachsen fand nicht statt.
| Klassenbezeichnung | Bedeutung                            |
| ------------------ | ------------------------------------ |
| A                  | Schnellzuglokomotiven                |
| B                  | Personenzuglokomotiven               |
| C                  | Gemischtzug- und Güterzuglokomotiven |
| D                  | Vorspannlokomotiven                  |
| E                  | Tenderlokomotiven                    |
| F                  | Rangierlokomotiven                   |

## Bezeichnungssystem 1887 bis 1901
Im Jahre 1887 trat eine vom Eisenbahndepartement angeregte und von der schweizerischen Eisenbahnkonferenz genehmigte Lokomotivbezeichnung nach Klassen in Kraft.
|                    | Klassenbezeichnung    | Anzahl Kuppelachsen     | Index                              |                                                            |
| ------------------ | --------------------- | ----------------------- | ---------------------------------- | ---------------------------------------------------------- |
| Bezeichnungsart    | Grossbuchstaben       | Zahl z. T. tiefgestellt | Grossbuchstaben z. T. tiefgestellt |                                                            |
| Mögliche Werte     | {A;B;C;D;E;G;H}       | natürliche Zahl         | fehlend oder {E;T}                 | Buchstaben H und G konnten kombiniert werden               |
| Beispiel           | A                     | 3                       | T                                  | A3T oder A3T                                               |
| Erklärung Beispiel | Schnellzugslokomotive | 3 Kuppelachsen          | Schlepptender                      | Schnellzugslokomotive mit 3 Kuppelachsen und Schlepptender |

### Klassenbezeichnungen

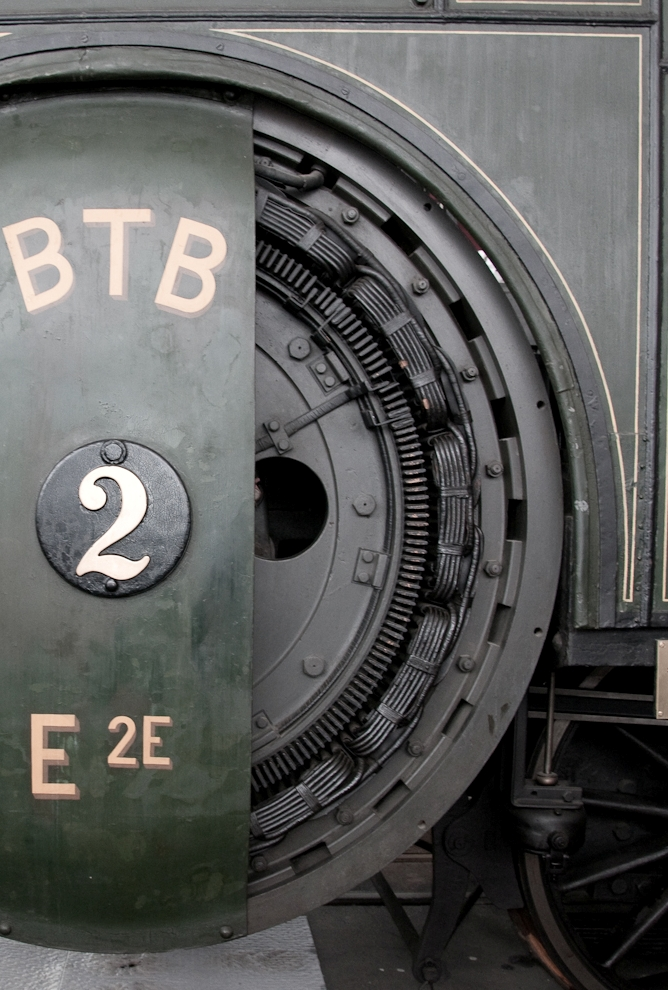
Die erste Elektrolokomotive der Schweiz aus dem Jahr 1899 trug ursprünglich die Bezeichnung BTB E2E. Der Index E bedeutete hier nicht Engerth-Tender, sondern Elektrolokomotive.

| Klassenbezeichnung | Bedeutung                                                         |
| ------------------ | ----------------------------------------------------------------- |
| A                  | Schnellzuglokomotiven mit vmax von 70 km/h oder mehr              |
| B                  | Personenzuglokomotiven mit vmax von 60 bis 65 km/h                |
| C                  | Güterzuglokomotiven mit vmax von 50 und 55 km/h                   |
| D                  | Berglokomotiven mit vmax unter 50 km/h                            |
| E                  | Nebenbahnlokomotiven für Haupt- und Lokalbahnverwaltungen         |
| F                  | Rangierlokomotiven                                                |
| G                  | Schmalspurlokomotiven für Adhäsionsbetrieb und Tramwaylokomotiven |
| H                  | Zahnradlokomotiven                                                |

### Indizes
| Tenderbauart | Bedeutung                    |
| ------------ | ---------------------------- |
| E            | Maschinen mit Engerth-Tender |
| T            | Maschinen mit Schlepptender  |
| (fehlend)    | Tenderlokomotive             |

Neuere Serien eines bereits bestehenden Typs erhielten den nicht offiziellen Index n, z. B. B3Tn.

## Bezeichnungssystem 1902 bis 1989
Nachstehend ist das Bezeichnungssystem beschrieben, wie es bis 1989 verwendet wurde.

### Lokomotiven
|                    | Serienbezeichnungen                           | Traktionsart         | Anzahl Triebachsen | Anzahl aller Achsen | Index                          |                                                                                           |
| ------------------ | --------------------------------------------- | -------------------- | ------------------ | ------------------- | ------------------------------ | ----------------------------------------------------------------------------------------- |
| Bezeichnungsart    | Grossbuchstaben                               | Kleinbuchstaben      | 1. Zahl            | 2. Zahl             | römische Zahl oft hochgestellt |                                                                                           |
| Mögliche Werte     | {A;B;C;D;E;G;H;R}                             | fehlend oder {a;e;m} | natürliche Zahl    | natürliche Zahl     | fortlaufend nach Bauart        | Buchstaben können kombiniert werden                                                       |
| Beispiel           | R                                             | e                    | 4                  | 4                   | II                             | Re 4/4II                                                                                  |
| Erklärung Beispiel | Lokomotive mit erhöhter Kurvengeschwindigkeit | elektrisch           | 4 Triebachsen      | 4 Achsen            | 2. Serie der Re 4/4            | E-Lok mit erhöhter Kurvengeschwindigkeit, alle vier Achsen angetrieben (Bo'Bo'), 2. Serie |

In einem zusammengesetzten Triebzug, dessen Wagen nicht entkoppelt werden können, werden alle Achsen berücksichtigt, z. B. RABDe 8/16 (Triebzug mit 4 Wagen).

#### Serienbezeichnungen
| Serienbezeichnung | Bedeutung |
| ----------------- | --- |
| A                 | Normalspur-Lokomotive mit vmax über 80 km/h                                                                  |
| B                 | Normalspur-Lokomotive mit vmax von 70 bis 80 km/h                                                            |
| C                 | Normalspur-Lokomotive mit vmax von 60 und 65 km/h                                                            |
| D                 | Normalspur-Lokomotive mit vmax von 45 bis 55 km/h                                                            |
| E                 | Rangierlokomotive, Dampf-Tenderlokomotive                                                                    |
| F                 | Elektrolokomotiven (nur bis 1920)                                                                            |
| G                 | Schmalspur-Lokomotive für Adhäsionsbetrieb                                                                   |
| H                 | Lokomotive mit Zahnradantrieb                                                                                |
| R                 | Lokomotive mit erhöhter Kurvengeschwindigkeit (Zugreihe R) und vmax mindestens 110 km/h (nur bei Normalspur) |
| T                 | Traktor, feuerlose Dampflokomotive                                                                           |

Die Kombination von H und G ist möglich. HG wäre demnach eine Schmalspurlokomotive mit gemischtem Adhäsions- und Zahnradantrieb. Das amtliche Rollmaterialverzeichnis definierte aber HG in den Ausgaben bis 1939 generell als „Lokomotive für Reibungs- und Zahnradantrieb“ und klassierte die normalspurigen RHB-Dampfloks als HG 1/2. Bei Triebwagen und Traktoren bedeutet he oder hm seit 1966 reiner Zahnradantrieb, eh oder mh gemischter Adhäsions- und Zahnradantrieb.
Die Kombination der Reihen A, B, C, D, E, G, R und T untereinander ist nicht vorgesehen.
Tenderlokomotiven erhielten immer ein E, die Geschwindigkeitsstufe wurde mit einem Kleinbuchstaben angezeigt. Eine Ea 3/6 war demnach eine Tenderlok mit vmax > 80 km/h, drei gekuppelten Achsen und drei Laufachsen. Bei Dampflokomotiven wurden getrennte Triebwerke angezeigt, eine Malletlokomotive hiess deshalb G 2x2/2 oder G 2/3+2/2 und nicht G 4/4 oder G 4/5.
Bis 1920 erhielten normalspurige Elektrolokomotiven den Buchstaben F und einen Kleinbuchstaben für die Geschwindigkeitsstufe. Die Be 5/7 hiess also Fb 5/7 und die erste Be 4/6 hiess bei Ablieferung noch Fb 2x2/3.
Die Serienbezeichnungen R (für rapid) war ursprünglich für Lokomotiven mit einer Achslast von unter 16 Tonnen vorgesehen. Diese Leichtlokomotiven beanspruchen bei Kurven die Schienen weniger und durften daher diese mit erhöhter Geschwindigkeit befahren (Zugreihe R). Mit der Einführung der Re 4/4II wurde die Achslastbeschränkung nach ausgedehnten Versuchsfahrten fallen gelassen. Verschiedene Triebfahrzeuge erhielten danach die Zulassung für erhöhte Kurvengeschwindigkeiten, ohne dass ihre Typenbezeichnung noch angepasst worden wäre (z. B. die BLS ABDe 4/8 oder die Hochleistungstriebwagen).
Mit dem Aufkommen des Cisalpino Pendolino wurde die Zugreihe N eingeführt. Diese haben dank der Neigetechnik wiederum eine höhere Kurvengeschwindigkeit gegenüber der Zugreihe R. Der Neigezug RABDe 500 (InterCityNeigezug) erfüllt diese Norm auch, der Zug selbst erhielt jedoch die Serienbezeichnung R. Lokomotiven der Reihe R könnten rein technisch bei bestimmten Geschwindigkeiten auch nach der Zugreihe N verkehren, mit Rücksicht auf die Passagiere (Seitendruck) ist die Kurvengeschwindigkeit geringer.

#### Traktionsart
| Traktionsart | Bedeutung                                     |
| ------------ | --------------------------------------------- |
| a            | Akkumulator                                   |
| e            | elektrisch                                    |
| f            | Funkfernsteuerung (inoffizielle Erweiterung)  |
| h            | Zahnradantrieb (bei Triebwagen und Traktoren) |
| m            | thermisch (Diesel, Gasturbine)                |
| (fehlend)    | Dampf                                         |

Die Zusatzbuchstaben zur Traktionsart können auch in Kombination auftreten. Beispiele: Gea, Tem, Gmf
Zur Unterscheidung: Bei reinen Zahnradfahrzeugen kommt das h an erster Stelle nach den Grossbuchstaben, bei kombiniertem Adhäsions- und Zahnradantrieb am Schluss. (Beispiel:  Zahnradtriebwagen Bhe 4/4,  Gemischt Beh 4/4 )

### Triebwagen
|                    | Serienbezeichnung                                 | Traktionsart         | Anzahl Triebachsen | Anzahl aller Achsen | Index                      | |
| ------------------ | ------------------------------------------------- | -------------------- | ------------------ | ------------------- | -------------------------- | --- |
| Bezeichnungsart    | Grossbuchstaben                                   | Kleinbuchstaben      | 1. Zahl            | 2. Zahl             | römische Zahl hochgestellt | |
| Mögliche Werte     | {A;B;C;D;F;R;Z}                                   | fehlend oder {a;e;m} | natürliche Zahl    | natürliche Zahl     | fortlaufend nach Serie     | Buchstaben können kombiniert werden |
| Beispiel           | BD                                                | e                    | 4                  | 4                   | II                         | BDe 4/4II |
| Erklärung Beispiel | Triebwagen mit 2. Klass- (B) und Gepäckabteil (D) | elektrisch           | 4 Triebachsen      | 4 Achsen            | 2. Serie der BDe 4/4       | Triebwagen mit 2. Klass- und Gepäckabteil, alle vier Achsen angetrieben (Bo'Bo'), 2. Serie, bei Ablieferung nicht für erhöhte Kurvengeschwindigkeit zugelassen |

#### Serienbezeichnung
| Serienbezeichnungen  | Bedeutung                                                                                       |
| -------------------- | ----------------------------------------------------------------------------------------------- |
| A, As                | Triebwagen mit Erstklassabteil bzw. Salonabteil                                                 |
| B                    | Triebwagen mit Zweitklassabteil                                                                 |
| C                    | Triebwagen mit Drittklassabteil (vor 1956)                                                      |
| D                    | Triebwagen mit Gepäckabteil (seit 1962)                                                         |
| F                    | Triebwagen mit Gepäckabteil (bis 1961)                                                          |
| K                    | geschlossener Gütertriebwagen (alle Ke wurden später zu Fe umgezeichnet)                        |
| L                    | anfänglich für Bezeichnung von Leichttriebwagen (Rote Pfeile) verwendet, z. B. CLe 2/4          |
| O                    | offener Gütertriebwagen (Ohe 1/2 31 der Pilatusbahn)                                            |
| R (vorne)            | Triebwagen mit erhöhter Kurvengeschwindigkeit und vmax mindestens 110 km/h (nur bei Normalspur) |
| R, r (nach A oder B) | Restauration, Buffet                                                                            |
| S                    | Sonderabteil                                                                                    |
| ST                   | selbstfahrender Containertragwagen (CargoSprinter)                                              |
| X                    | Diensttriebfahrzeug                                                                             |
| XT, VT               | selbstfahrender Dienstwagen                                                                     |
| Z                    | Triebwagen mit Postabteil                                                                       |

Grundsätzlich tragen Triebwagen auch die für Personen- Güter- oder Dienstwagen geltenden Bezeichnungen, aber ergänzt mit spezifischen Angaben zum Triebfahrzeugteil. Ein elektrischer Triebwagen mit Erst-, Zweit- und Gepäckabteil würde die Bezeichnung ABDe erhalten, darf er auch mit erhöhter Kurvengeschwindigkeit fahren, so würde es mit RABDe bezeichnet. Abweichend von den hier dargestellten Regeln wurden die TEE-Triebzüge nur als RAm bzw. RAe bezeichnet, obwohl sie auch Gepäckabteil, Restaurant und verschieden weitere Sondereinrichtungen besassen.
Bei Triebwagen mit Zahnradantrieb gilt eine gesonderte Regelung. Handelt es sich um ein reines Zahnradfahrzeug, wird der Kennbuchstabe h vor den Kennbuchstaben der Antriebsart gestellt. Beispiel: Bhe 2/4 der Gornergratbahn.
Kann das Fahrzeug auch im Adhäsionsbetrieb verkehren, wird der Kennbuchstabe h hinter den Kennbuchstaben der Antriebsart gestellt. Beispiel: ABDeh 8/8 der Matterhorn-Gotthard-Bahn.
Die Bezeichnung XTm wurde schon lange für selbstfahrende Dienstwagen angewendet. Neuerdings wurde aber bei diesen und bei selbstfahrenden Containertragwagen das alte Schweizer Bezeichnungssystem zum Teil mit den UIC-Güterwagenbezeichnungen gemischt:
- XTmass 99 85 91 60 001-5   ist zusammengesetzt aus XTm und den Buchstaben a für Drehgestellfahrzeug und ss für vmax ≥ 120 km/h bzw. Xass für einen nicht selbstfahrenden Dienstwagen mit gleichen Eigenschaften
- STmgmss-t  95 85 2720 901-8 ist eine Zusammensetzung aus STm (analog XTm) und der Güterwagenbezeichnung Sgmss-t

#### Traktionsart
Siehe weiter oben unter „Lokomotiven“. Es gelten die gleichen Bezeichnungen.

### Beispiele
Zur Verdeutlichung folgen hier Beispiele:
- Ae 4/7: Elektrische (e) Normalspur-Lokomotive mit einer Höchstgeschwindigkeit von über 85 km/h (A) mit vier Triebachsen (4) und total sieben (7) Achsen, das heisst drei Laufachsen (Es könnte der Bezeichnung nach auch ein Triebwagen mit Erstklassabteil sein).
- Bm 4/4II: Dieselbetriebene (m) Normalspur-Lokomotive mit einer Höchstgeschwindigkeit zwischen 75 und 85 km/h mit vier Achsen (zweites 4), davon sind alle angetrieben (erstes 4). Da bereits eine frühere Lokomotivserie, die der Bezeichnung Bm 4/4 entspricht, existiert, erhielt diese den Index II, was heisst, dass dies die zweite Serie entspricht (Der Bezeichnung nach kann es auch ein dieselbetriebener Triebwagen mit Zweitklassabteil sein).
- RBe 4/4: Triebwagen mit erhöhter Kurvengeschwindigkeit (R) mit Zweitklassabteil (B) mit vier Achsen (zweites 4), davon sind alle angetrieben (erstes 4). Es kann keine Lokomotive sein, da die Kombination R und B bei Lokomotiven nicht möglich ist.
- A 3/5: Normalspur-Dampflokomotive (Traktionsangabe fehlt) mit einer Höchstgeschwindigkeit von über 85 km/h (A), drei Triebachsen (3) und total fünf (5) Achsen, das heisst zwei Laufachsen (Es könnte der Bezeichnung nach auch ein Triebwagen mit Erstklassabteil sein). Der Tender wird bei den Bezeichnungen nicht berücksichtigt.
- Ge 4/4III: Elektrische (e) Schmalspur-Lokomotive (G), alle vier Achsen sind angetrieben (4/4). Es ist die dritte Serie, welche dieser Bauart entspricht.

Widerspruchsfrei ist das System jedoch nicht. Be 4/4 bezeichnet eine Lokomotive mit 80 km/h Höchstgeschwindigkeit (→ SAAS Be 4/4), aber auch Triebwagen Be 4/4 mit Sitzplätzen zweiter Klasse.

## Bezeichnungen nach dem UIC-Nummernschema ab 1989

### Entstehung
Ende der 1980er-Jahre begannen die SBB mit der Ausarbeitung eines neuen EDV-tauglichen und UIC-konformen Nummernschemas für ihre Triebfahrzeuge. Vor allem die Indices (Re 4/4IV, V, VI…) stellten bei der geplanten EDV-Erfassung ein Problem dar. Dies führte 1988 zum ersten Entwurf eines UIC-Nummernschemas, welches letztendlich allerdings nie voll zur Anwendung kam. Geplant war, bei „gleichen“ Baureihen die Indices durch die zweite Ziffer im neuen Schema zu ersetzen. Die erste Ziffer sollte die Anzahl der Triebachsen anzeigen (also Re 4/4II = 420) und bei Lokomotiven mit Laufachsen sollte der Bruchstrich der alten Bezeichnung durch eine 9 ersetzt werden (also Ae 4/7 = 497).
"UIC-konform" war das Schema insofern, als die Selbstkontrollziffer nach den Vorschriften der UIC berechnet wurde. Hingegen wurde darauf verzichtet, die Nummern zwölfstellig im für Triebfahrzeuge vorgesehenen Format 9x 85 x xxx xxx-x für die SBB und 9x 63 x xxx xxx-x für die BLS zu bilden. Die ersten fünf Ziffern wurden per Definition mit Null eingesetzt, wie es auch verschiedene andere europäische Bahnen machten. Solcherart gebildete Nummern konnten nur national verwendet werden, was aus damaliger Sicht genügend war.
Als erste Neubaufahrzeuge erhielten ab 1989 die SBB Re 450 diese Bezeichnung; die Loknummern (10500 ff.) wurden durch Laufnummern 000 ff. ersetzt und die Achszahl wurde noch in der alten Bruchform vorangestellt (Re 4/4 450 000 ff.). Auch die ersten SBB Re 460 hatten bei ihren ersten Auftritten 1991 Bezeichnungen nach demselben Muster.
Das Schema wurde 1992 grundlegend überarbeitet. Die Angabe der Achszahl in Bruchform wurde aufgegeben, die Angabe der Traktionsart aber beibehalten (dementsprechend erhielten die noch betriebsfähigen Ae 4/7 ab 2016 eine 12-stellige Nummer nach dem Muster 91 85 4 401 xxx-x). Die alte Fahrzeugnummer wurde zugunsten neuer Laufnummern beginnend mit 000 komplett aufgegeben – die neue Nummerierung sollte alle Fahrzeuge berücksichtigen, welche 1988 noch bei den SBB im Betrieb standen, was davor unfallbedingt ausgeschieden war, wurde bei der Neuvergabe der Nummern grundsätzlich nicht mehr berücksichtigt. Die Bedeutung der Ziffern an den einzelnen Stellen wurde weiter diversifiziert und ist ohne eine Schlüsseltabelle nicht mehr ohne weiteres nachvollziehbar. Darüber hinaus wurden auch die Schweizer Privatbahnen und private Fahrzeugbesitzer (Baufirmen, Anschlussgleisbesitzer) im zweiten Entwurf berücksichtigt. Diese werden anhand der dritten und vierten Stelle im Schema identifiziert (50–59 BLS, 60–89 übrige Gesellschaften). Zu diesem Zeitpunkt hatten die SBB bereits eine Traktorserie nach neuem Schema nummeriert, die nun Nummern trug, die der BLS zugeteilt wurden. Allerdings behielten diese Tm 235 000–014 (Robel 1991–92) ihre ursprünglichen Nummern bis zur Ausrangierung.
Der Entwurf '92 wurde bei Neukonstruktionen ab 1992 bis etwa 2004 konsequent angewendet, bestehende Lokomotiven und Triebwagen erhielten die neuen siebenstelligen Nummern allerdings lange Zeit nur in Verbindung mit Umbauten im Rahmen von Hauptrevisionen (RABDe 510, RBe 540). Die 1996 bei Revisionen von RBDe 4/4 in RBDe 560 umgezeichnete erste Serie dieser Fahrzeuge blieb lange eine Ausnahme – die Nachbau-Serie dieser Fahrzeuge hatte seit Ablieferung bereits neue Nummern und die „alte“ Serie wurde deswegen daran angeglichen.

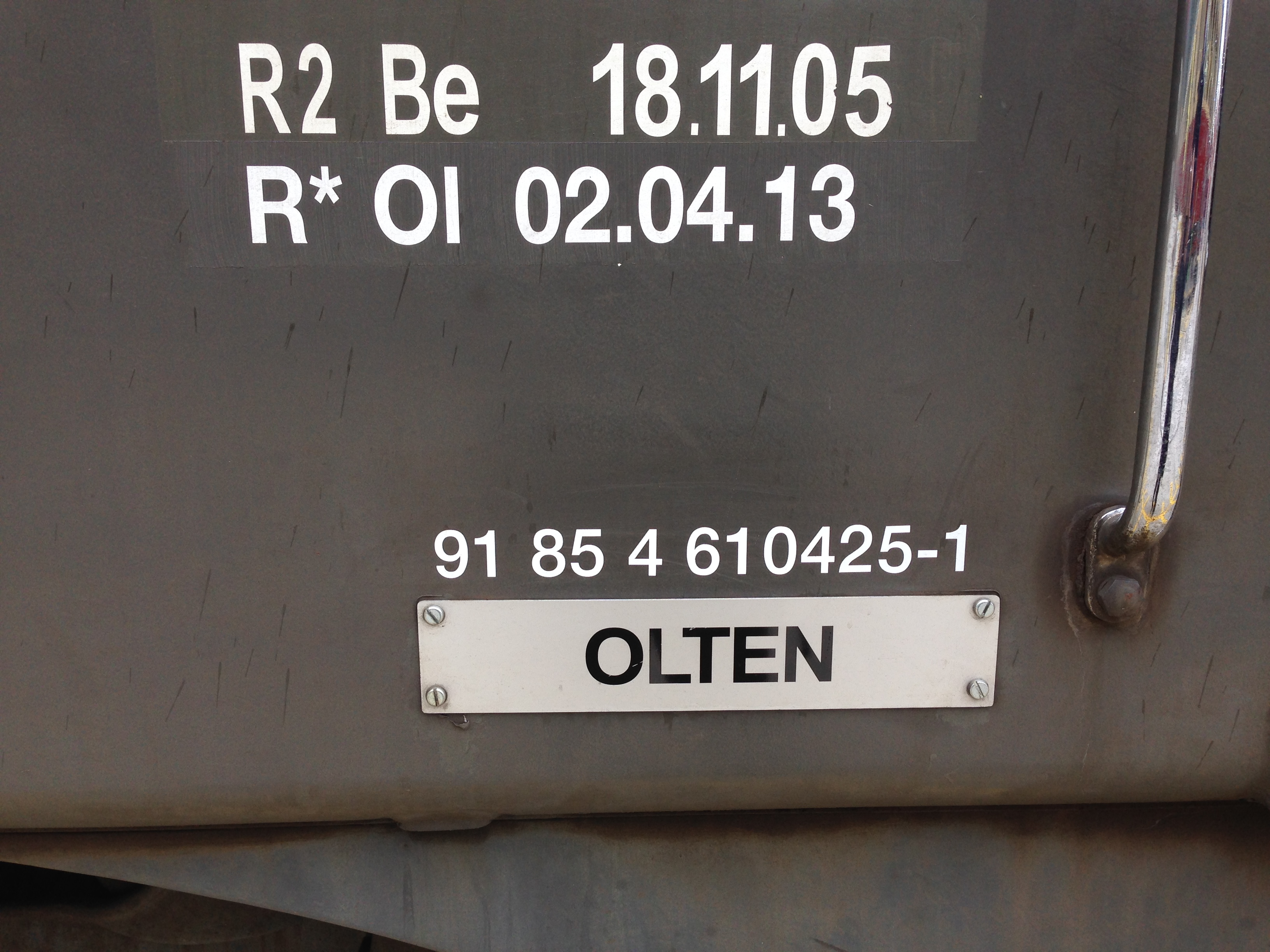
12-stellige TSI-Nummer an der Ae 6/6 Nr. 11425 Genève der SBB Historic

Seit etwa 2003 werden bei SBBC die Lokomotiven bei Neuanstrich konsequent umgezeichnet (Re 420, Re 620, Ae 610). Bei den neueren Umzeichnungen bestehender Baureihen (d. h. ausser bei den RBe 540) wurde jedoch entgegen der Definition von 1992 darauf verzichtet, die Fahrzeuge ab 000 neu zu nummerieren. Es wurden die letzten zwei (Re 620) oder drei Ziffern (Re 420/421, Ae 610, Ee 934) der alten Nummer übernommen. Durch diese nur zögerliche Umzeichnung fahren bis heute etliche Triebfahrzeuge noch unter ihren „alten“ Nummern und es ist anzunehmen, dass viele Triebfahrzeuge noch mit ihren alten Nummern ausrangiert werden. Ab 2016 werden nun aber sogar die historischen Lokomotiven der SBB mit den 12-stelligen Nummern angeschrieben, wenn auch möglichst unauffällig.

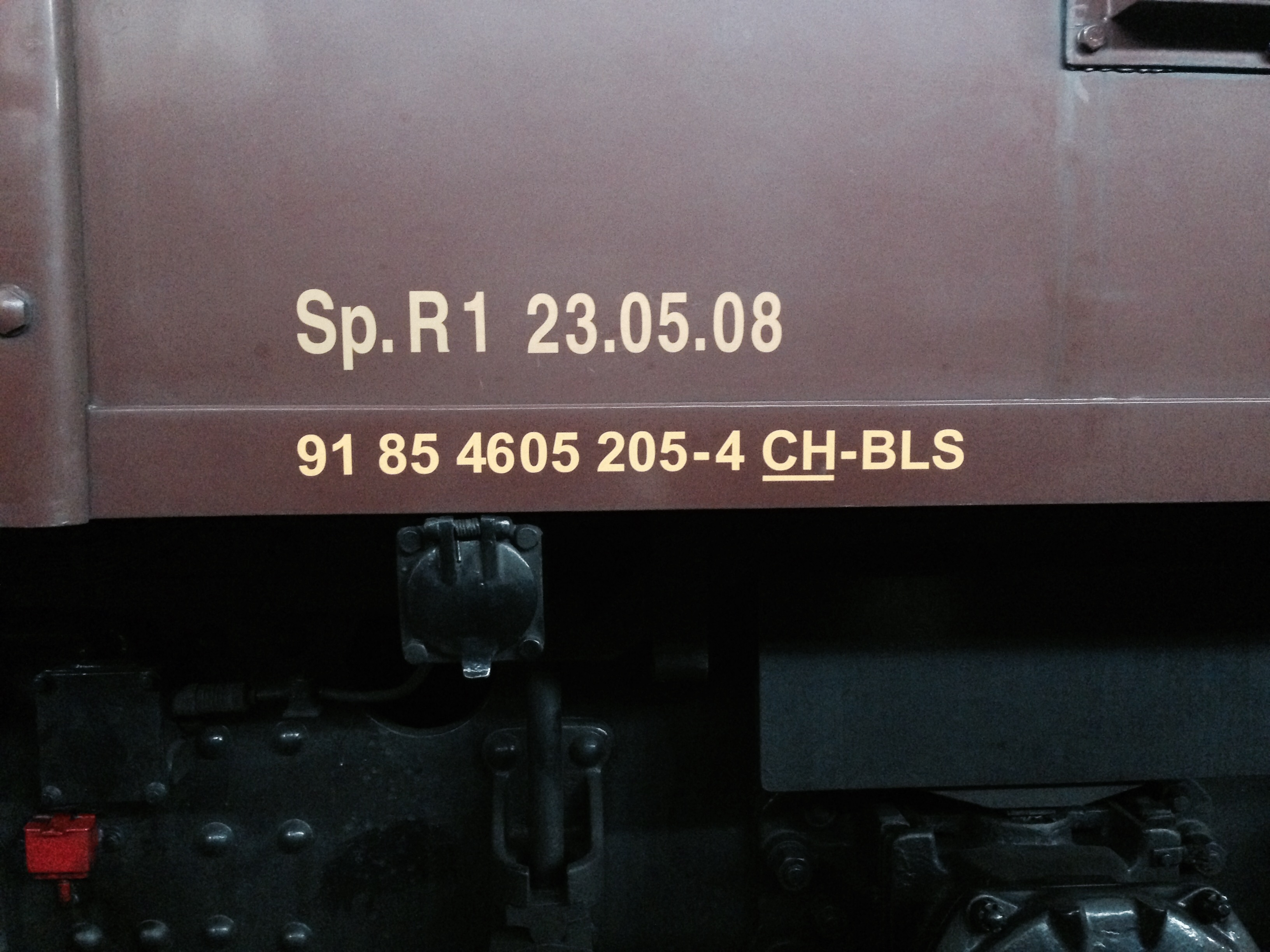
12-stellige TSI-Nummer an der Ae 6/8 Nr. 205 der BLS

Die BLS hat alle Triebwagen und die meisten Traktoren umgezeichnet, die ex-RM-Fahrzeuge behielten allerdings ihren alten Nummernbereich. Alle neuen oder hinzugekauften Loks fahren mit neuen Nummern, die braunen Loks (insbes. Re 425 161 ff) haben aber die neuen Nummern erst seit 2015 angeschrieben, aber ebenfalls sehr wenig dominant.
Viele Privatbahnen haben ihre Fahrzeuge recht konsequent umgezeichnet. Allerdings ist es üblich, dass die letzten zwei oder drei Ziffern weiterhin als interne Nummer gelten, die nicht zweimal belegt wird. Bei einzelnen kleinen Unternehmen ist allerdings keine Spur der neuen Nummern zu finden.

### Aufbau
Die Serienbezeichnungen sowie die Traktionsart wird, wie oben beschrieben, gemäss dem alten Schema den UIC-Nummern weiterhin vorangestellt (RABDe 500 oder Re 460).
Die Nummern werden als zwei dreiteilige Zifferngruppen dargestellt, ergänzt durch eine Prüfziffer, welche durch einen Bindestrich von der Nummer getrennt wird. Die erste dreistellige Zifferngruppe dient als Bezeichnung der Fahrzeugserie (RABDe 500 008–8 oder Re 460 003–7). Funktional wird die UIC-Nummer in drei Zweiergruppen geteilt:
Erste und zweite Ziffer: Fahrzeugtyp/Traktion
- 0: Dampflokomotiven und Museumslokomotiven
  - 00: Dampflokomotiven
  - 01: Elektrolokomotive
  - 02: Elektrische Triebwagen/-züge
  - 03: Diesellokomotiven
  - 07: Traktoren
  - 08: Schneepflüge
  - 09: Sonderfahrzeuge
- 1: Schmalspurfahrzeuge (Brünigbahn, heute Zentralbahn)
  - 10–14: Lokomotiven und Triebwagen
  - 17: Traktoren
  - 18: Schneepflüge
- 2: Traktoren (Rangierlokomotiven, Leistung < 500 kW)
  - 20: Akkumulatortraktor (Ta)
  - 21: Elektrotraktor (Te)
  - 22: Zweikrafttraktor: Elektro- und Dieselantrieb (Tem)
  - 23: Dieseltraktor (Tm)
  - 24: Elektrotraktor: Fahrleitungs- und Akkumulatorbetrieb (Tea)
- 3: Elektrische Lokomotiven mit weniger als 4 angetriebenen Achsen (erstmalige Verwendung 2016 für die historische Ae 3/5 der SBB: 301 217-6)
- 4: Elektrische Lokomotiven mit 4 angetriebenen Achsen
  - ab 2015 erhalten historische Elektrolokomotiven mit Laufachsen als zweite Ziffer eine 0 und solche ohne Laufachsen eine 1, z. B.
Ae 4/7 der SBB: 401
Ce 4/6 der BLS, Dekretsmühle: 405
Ae 4/4 der BLS: 415
Be 4/4 der BT und der EBT-Gruppe: 416
  - Zweite Ziffer als Angabe der Lokomotivgeneration entsprechend dem früheren Index in hochgestellten römischen Ziffern, z. B.
    - Re 420 = Re 4/4 II
    - Re 430 = Re 4/4 III
    - Re 450 = vorgesehen: Re 4/4 V (Lokomotive für S-Bahn Zürich)

- 5: Triebwagen und Triebzüge
  - 50: Fernverkehrstriebzüge

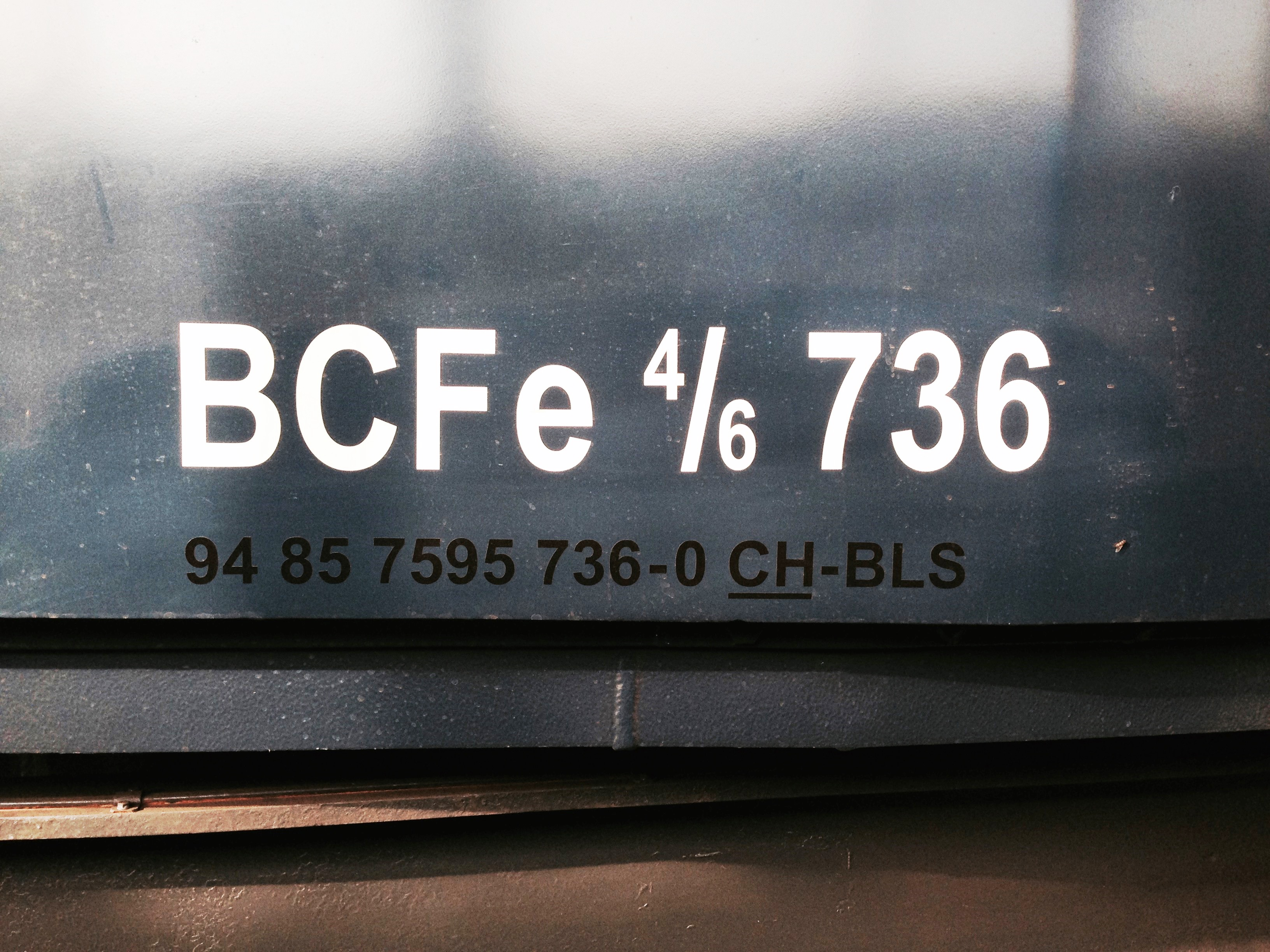
12-stellige TSI-Nummer am Blauen Pfeil (historischer Triebwagen der BLS)

  - 51: Triebzüge für den Vorortsverkehr
  - 52: Triebzüge für den Regionalverkehr
  - 53: Triebwagen mit erster und zweiter Klasse
  - 54: Triebwagen mit zweiter Klasse
  - 55: Leichttriebwagen zweiter Klasse
  - 56: neuere Triebwagen mit zweiter Klasse und Gepäckabteil
  - 57: ältere Triebwagen mit zweiter Klasse und Gepäckabteil
  - 58: Gepäcktriebwagen
  - 59: Dieseltriebwagen (ursprünglich verwendet für die ehemaligen diesel-elektrischen GTW 2/6 der MThB: Bm 596 671–673;
ab 2015 verwendet für historische elektrische Triebwagen und Triebzüge)
- 6: Elektrische Lokomotiven mit mehr als 4 angetriebenen Achsen
  - ab 2015 erhalten historische Elektrolokomotiven mit Laufachsen als zweite Ziffer eine 0 und solche ohne Laufachsen eine 1, z. B.
Be 6/8 III und Ce 6/8 III der SBB, Krokodil: 601
Ae 6/8 der BLS: 605
De 6/6 der SBB, Seetal-Krokodil: 611
  - Ae 6/6 der SBB: Ae 610
  - Re 6/6 der SBB: Re 620
- 7: vorgesehen für selbstfahrende Dienstfahrzeuge und Baumaschinen, schliesslich für Cargo-Sprinter verwendet
- 8: Diesellokomotiven
  - Zweite Ziffer: Anzahl der angetriebenen Achsen
- 9: Elektrische Rangierlokomotiven
  - Zweite Ziffer: Anzahl der angetriebenen Achsen

Dritte und vierte Ziffer: Eigentümergesellschaft
Die grossen Bahnen (vor allem die SBB, ferner auch BLS) haben aufgrund ihrer grossen Fahrzeugserien auch entsprechend grosse Nummernkreise (SBB 00–49, BLS 50–59), die kleineren Privatbahnen können dagegen nur Serien von bis zu 100 Fahrzeugen (00–99) nummerieren, was allerdings in der Regel ausreicht. Seit 2003 wurden die aufgestellten Grundsätze mehrfach durchbrochen, indem Fahrzeuge, die ins Eigentum der SBB übergingen, ihre Nummern im Bereich 60-69 behielten, und Fahrzeuge von Privaten oder Privatbahnen Nummern aus dem SBB-Bereich erhielten (insbesondere BLS Re 420 501-512)
- Dritte Ziffer 0 bis 4: Eigentümerin SBB
  - Dritte Ziffer bei Elektrolokomotiven und elektrischen Triebwagen/-zügen:
    - 0: Einspannungsfahrzeug
    - 1: Einspannungsfahrzeug mit Ausrüstung für Deutschland (ab 2016 auch für historische Fahrzeuge verwendet)
    - 2: Zweispannungsfahrzeug
    - 3: Einspannungsfahrzeug, Variante/Unterbauart
    - 4: Vierspannungsfahrzeug

  - Dritte Ziffer bei Traktoren:
    - 0: bis 99 kW
    - 1: 100 bis 199 kW
    - 2: 200 bis 299 kW
    - 3: 300 bis 399 kW
    - 4: 400 bis 499 kW

  - Vierte Ziffer: Teil der Seriennummer, gegebenenfalls gesonderte Serie oder Unterbauart
- Dritte Ziffer 5: Eigentümerin BLS Lötschbergbahn (BLS), ehemals BLS-Gruppe (BLS/BN/GBS/SEZ)
  - Vierte Ziffer: Teil der Seriennummer
- Weitere Eigentümergesellschaften:
  - 60: Schweizerische Südostbahn (SOB), ehemals Bodensee-Toggenburg-Bahn (BT)
  - 61–63: Regionalverkehr Mittelland (RM), ehemals EBT-Gruppe (EBT/VHB/SMB), heute BLS
  - 64: ehemalige Schweizerische Südostbahn (SOB)
  - 65: Sihltal-Zürich-Uetliberg-Bahn (SZU)
  - 66: Thurbo, ehemals Mittelthurgaubahn (MThB)
  - 67: Thurbo
  - 68: Reserve, wird ab 2010 von Thurbo belegt
  - 69: BABHE, vormals OKK
  - 70 und 71: Transports publics fribourgeois (TPF), ehemals Chemins de fer fribourgeois Gruyère–Fribourg–Morat (GFM)
  - 72: Oensingen-Balsthal-Bahn (OeBB), wird nicht verwendet
  - 73: Transports Régionaux Neuchâtelois (TRN), ehemals Chemin de fer Régional du Val-de-Travers (RVT)
  - 74: Chemins de fer du Jura (CJ)
  - 75: Transports de Martigny et Régions (TMR), ehemals Chemin de fer Martigny–Orsières (MO)
  - 76: Chemin de fer Orbe–Chavornay (OC)
  - 77: Private (ursprünglich vorgesehen für Westschweiz)
  - 78: Private (ursprünglich vorgesehen für Zentralschweiz)
  - 79: Private incl. Lokoop (ursprünglich vorgesehen für Ostschweiz)
  - 80: Post (POST), vormals (PTT)
  - 81: ehemalige Sensetalbahn (STB)
  - 82: Tramway du sud-ouest lausannois (TSOL)
  - 83: Travys, ehemals Chemin de fer Pont–Brassus (PBr)
  - 84: BDWM Transport (BDWM), ehemals Wohlen-Meisterschwanden-Bahn (WM)
  - 85: Sursee-Triengen-Bahn (ST), wird nicht verwendet
  - 86: Rigi-Bahnen (RB), ehemals Arth-Rigi-Bahn (ARB) und Vitznau-Rigi-Bahn (VRB)
  - 87: Appenzeller Bahnen (AB), ehemals Rorschach-Heiden-Bergbahn (RHB), wird nicht verwendet
  - 88: ehemalige Zahnradbahn Lausanne–Ouchy (LO)
  - 89: Kriens-Luzern-Bahn (KLB), wird nicht verwendet

Fünfte und sechste Ziffer: laufende Nummerierung
Die Fahrzeugnummern können bei 00 respektive 000 beginnen, sofern die vierte Stelle nicht mit einer Funktion belegt ist. BLS und die meisten anderen Privatbahnen vergaben entweder Laufnummern beginnend bei 01 oder behielten gleich die alten Betriebsnummern bei, um intern mit den alten Nummern weiterarbeiten zu können. Seit etwa 2004 nummerieren auch die SBB ihre Triebfahrzeuge ab 001.
Beispiele: Re 460 003–7, vierte Lokomotive der Serie Re 460 (die erste hat die Laufnummer „000“). Re 465 003–2 ist hingegen die dritte Lokomotive der Serie. SOB BDe 576 048 bis 059, ursprünglich BT 50–53 und SOB 80–87, die beiden ältesten SOB-BDe 80 und 81 erhielten bei der Fusion SOB/BT die Laufnummern 48 und 49, die neueren 54–59, dies entspricht ziemlich genau der Ablieferungsreihenfolge. SOB Re 456 096 ist die sechste Lokomotive der Serie, ursprünglich BT 91–96.

### Anwendung seit 2005

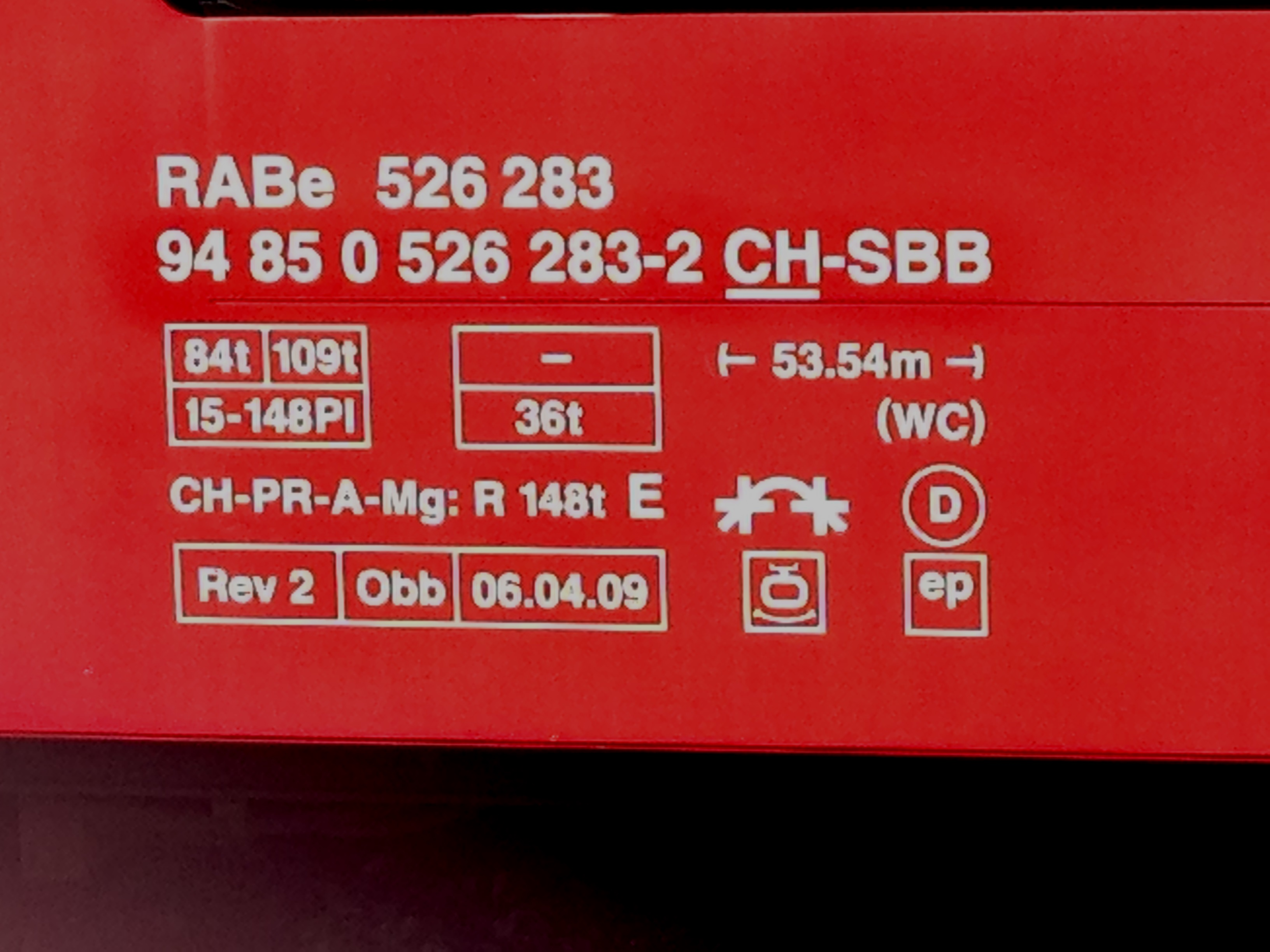
Von der RM übernommene Bauart-Nummer am Triebzug RABe 526 283 (GTW 2/8) der SBB

Mit dem einsetzenden grenzüberschreitenden Einsatz von Triebfahrzeugen musste dazu übergegangen werden, auch für diese Fahrzeugkategorie zwölfstellige Nummern vorzusehen. Gleichzeitig wurde die 85 vom Eigentümercode SBB zur Landeskennung Schweiz bzw. "CH". Andererseits bestand das Bedürfnis, Fahrzeugserien im Sinne von "Baureihen" auseinanderhalten zu können. So nummerierte die BLS ihre von den SBB gekauften Re 4/4II nicht wie vom Schema vorgesehen als Re 425, sondern als Re 420.5. Ebenso wurden die der SBB-Bauart Am 843 nachgebauten Lokomotiven auch für andere Eigentümer entgegen dem Entwurf '92 als Am 843 eingereiht (Am 843 151ff und 843 501ff) und die von der BLS an die SBB verkauften Triebzüge GTW 2/8 behielten die ursprünglichen Nummern der RM.

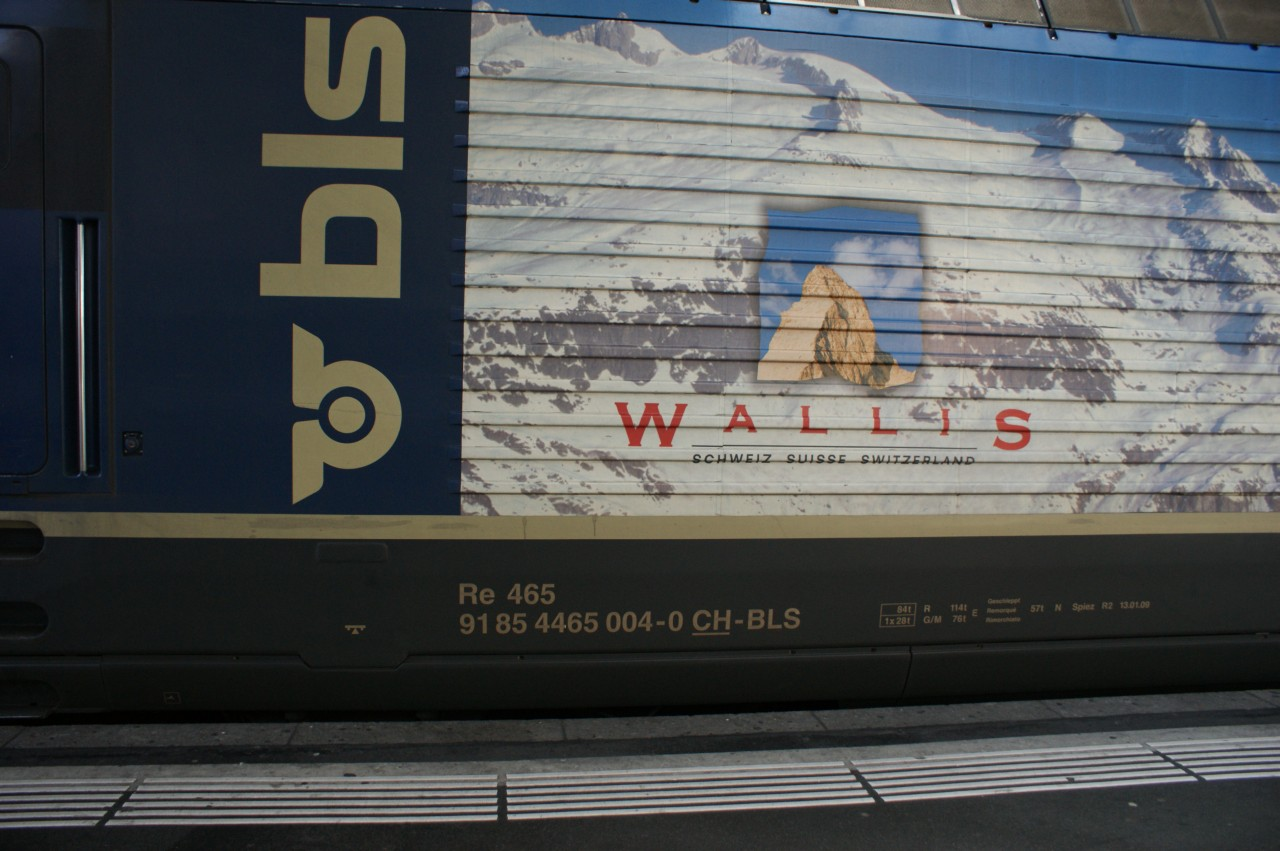
BLS Re 465 004-0 mit der ab 2009 geltenden Fahrzeugnummer 91 85 4465 004-0 CH-BLS

Wurden die Triebfahrzeuge zunächst nach der alten UIC-Regel durch Verwendung der zweiten Stelle als Ausgleichsziffer mit zwölfstelligen Nummern versehen, die allerdings nur in Verzeichnissen zu finden waren, so sind ab etwa 2008 TSI-konforme Nummern vergeben worden, die (zumindest bei der BLS) die fünfte Ziffer als Ausgleichsziffer benützen. Die Ausgleichsziffer wird so berechnet, dass die zwölfstellige und die siebenstellige Fahrzeugnummer dieselbe Kontrollziffer haben.
Beispiel:
- 1995 abgeliefert als BLS Re 465 004-0
- später intern bezeichnet als BLS Re 465 | 95 63 0 465 004-0
- 2009 definitiv umnummeriert als Re 465 | 91 85 4 465 004-0 CH-BLS

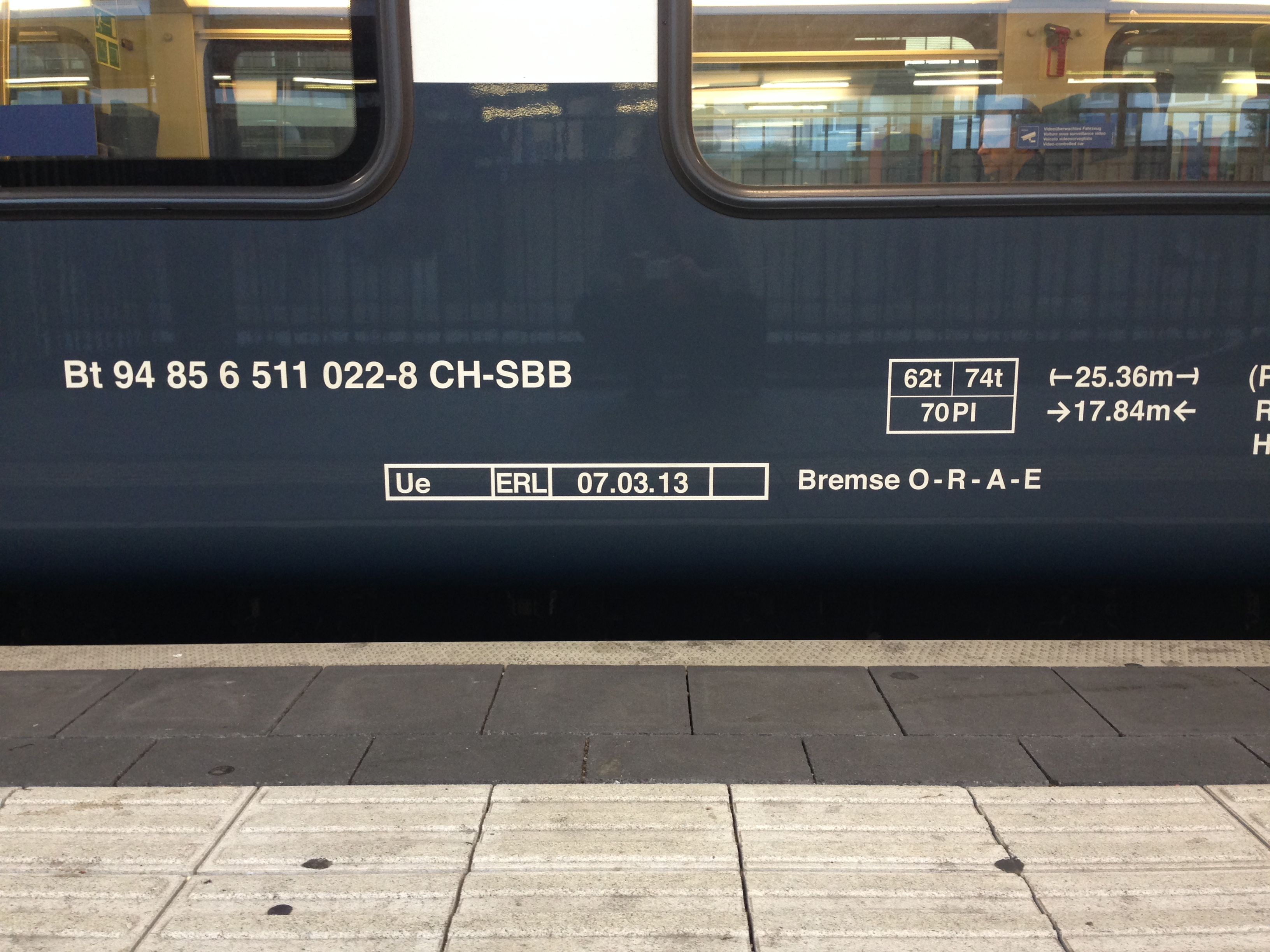
TSI-Nummer am hinteren Endwagen (Steuerwagen) des DOSTO-Triebzugs 511 022

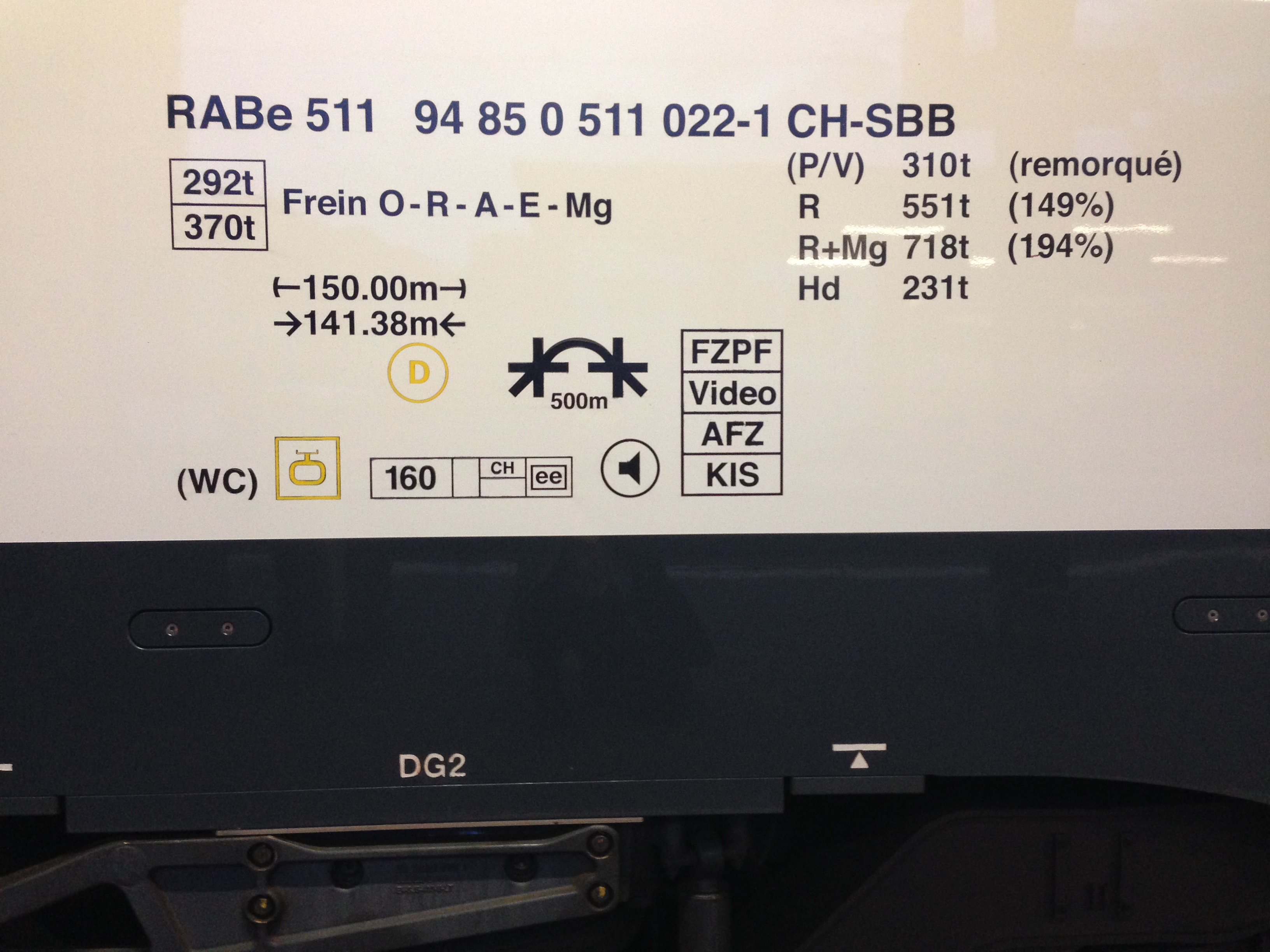
Anschrift mit TSI-Nummer am DOSTO-Triebzug 511 022 der SBB

Bei den Triebzügen der SBB wird die fünfte Ziffer der TSI-Nummer als Zähler für die einzelnen Wageneinheiten verwendet, während der Triebzug als ganzes die Ziffer 0 erhält. Dieses Prinzip gilt auch für die historischen Triebzüge der SBB, z. B. den RAe TEEII:
- Triebzug als solcher: 94 85 0 591 053-9
- vorderer Endwagen: 94 85 1 591 053-7
- Zwischenwagen: 94 85 3 591 053-3
- Speisewagen: 94 85 4 591 053-1
- Maschinenwagen: 94 85 5 591 053-8
- Zwischenwagen: 94 85 6 591 053-6
- hinterer Endwagen: 94 85 2 591 053-5

Die BLS verwenden demgegenüber bei den MUTZ-Triebzügen die neunte Ziffer als Zähler. Damit haben die entsprechenden siebenstelligen Fahrzeugnummern wiederum dieselbe Kontrollziffer:
- Triebzug als solcher: 94 85 7 515 028-9
- vorderer Endwagen: 94 85 7 515 128-7
- Zwischenwagen: 94 85 7 515 228-5
- Zwischenwagen: 94 85 7 515 428-1
- hinterer Endwagen: 94 85 7 515 628-6

Da nun alle Triebfahrzeuge eine sinnvolle zwölfstellige Nummer erhalten müssen, werden auch spezielle Fahrzeuge ins System "eingepasst":
- Die selbstfahrenden Containertragwagen, die in der Schweiz seit 2009 als Steuerwagen zu Re 420 und als thermische Verschubfahrzeuge für die so gebildeten Cargo-Pendelzüge im Entladebereich verwendet werden, erhielten die Baureihennummer 720 (STmgmss-t 95 85 2 720 901-8);
- die von der DLM importierten feuerlosen Dampflokomotiven (Dampfspeicherloks) werden als T 380 eingereiht (erste vollständige Nummer T 90 85 9 380 001-8);
- die betriebsfähigen historischen Dampflokomotiven von Schweizer Privatbahnen, die nie bei der SBB eingestellt waren, erhalten passende Nummern nach dem ursprünglichen System der SBB (Beispiel: die A 3/5 705 hat die TSI-Nummer 90 85 0 000 705-3), so z. B. die ehemalige Ed 4/5 Nr. 8 der Emmentalbahn die Nummer 90 85 0 007 708-0 (die von der JN übernommenen Ed 4/5 trugen bei den SBB die Nummern 7701 und 7702).